# Rolf Ekéus
Rolf Ekéus est un diplomate suédois.

## Biographie
Il fait partie du Conseil des commissaires de la Commission internationale pour les personnes disparues.